# Armadillidium bosniensis
Armadillidium bosniensis is een pissebed uit de familie Armadillidiidae. De wetenschappelijke naam van de soort is voor het eerst geldig gepubliceerd in 1939 door Strouhal.